# Homer Burton Adkins
Homer Burton Adkins (Newport, 16 gennaio 1892 – Madison, 10 agosto 1949) è stato un chimico statunitense.
È stato professore all'Università del Wisconsin e chimico della DuPont.
È molto noto per le ricerche nel campo della chimica organica.